# Trenton
Trenton es una ciudad ubicada en el condado de Mercer en el estado estadounidense de Nueva Jersey, y la capital del estado. En el año 2010 tenía una población de 84 913 habitantes y una densidad poblacional de 4024 hab/km². Se encuentra sobre la orilla izquierda del río Delaware, que la separa de Pensilvania.

## Historia
En 1679, un grupo de colonos ingleses bajo la dirección de Mahlon Stacy formó una colonia a lo largo del río Delaware en la colonia británica joven de Nueva Jersey. El pueblo adquirió el nombre de "Trent-towne" o "Trenton" en 1719 para honrar a uno de sus líderes locales prominentes, William Trent.
El 26 de diciembre de 1776, durante la guerra de la Independencia de los Estados Unidos, Trenton fue el lugar en el que se desarrolló la batalla de Trenton, una de las batallas más importantes de la guerra donde George Washington ganó una victoria decisiva. Después de la guerra, Trenton fue brevemente la capital nacional de los Estados Unidos durante dos meses en 1784. La ciudad fue nombrada la capital estatal de Nueva Jersey en 1790.
El Trenton Speedway fue un óvalo que recibió carreras de la AAA, USAC, CART y NASCAR en las décadas de 1940 a 1960.

## Geografía
Trenton se encuentra ubicado en las coordenadas 40°13′18″N 74°45′22″O / 40.22167, -74.75611.

### Clima
Su clima es continental húmedo pero con algunas características del subtropical húmedo 
| Parámetros climáticos promedio de Trenton, Nueva Jersey (Trenton–Mercer Airport) normales 1991–2020, extremos 1865–presente | Parámetros climáticos promedio de Trenton, Nueva Jersey (Trenton–Mercer Airport) normales 1991–2020, extremos 1865–presente | Parámetros climáticos promedio de Trenton, Nueva Jersey (Trenton–Mercer Airport) normales 1991–2020, extremos 1865–presente | Parámetros climáticos promedio de Trenton, Nueva Jersey (Trenton–Mercer Airport) normales 1991–2020, extremos 1865–presente | Parámetros climáticos promedio de Trenton, Nueva Jersey (Trenton–Mercer Airport) normales 1991–2020, extremos 1865–presente | Parámetros climáticos promedio de Trenton, Nueva Jersey (Trenton–Mercer Airport) normales 1991–2020, extremos 1865–presente | Parámetros climáticos promedio de Trenton, Nueva Jersey (Trenton–Mercer Airport) normales 1991–2020, extremos 1865–presente | Parámetros climáticos promedio de Trenton, Nueva Jersey (Trenton–Mercer Airport) normales 1991–2020, extremos 1865–presente | Parámetros climáticos promedio de Trenton, Nueva Jersey (Trenton–Mercer Airport) normales 1991–2020, extremos 1865–presente | Parámetros climáticos promedio de Trenton, Nueva Jersey (Trenton–Mercer Airport) normales 1991–2020, extremos 1865–presente | Parámetros climáticos promedio de Trenton, Nueva Jersey (Trenton–Mercer Airport) normales 1991–2020, extremos 1865–presente | Parámetros climáticos promedio de Trenton, Nueva Jersey (Trenton–Mercer Airport) normales 1991–2020, extremos 1865–presente | Parámetros climáticos promedio de Trenton, Nueva Jersey (Trenton–Mercer Airport) normales 1991–2020, extremos 1865–presente | Parámetros climáticos promedio de Trenton, Nueva Jersey (Trenton–Mercer Airport) normales 1991–2020, extremos 1865–presente |
| Mes | Ene. | Feb. | Mar. | Abr. | May. | Jun. | Jul. | Ago. | Sep. | Oct. | Nov. | Dic. | Anual |
| --- | --- | --- | --- | --- | --- | --- | --- | --- | --- | --- | --- | --- | --- |
| Temp. máx. abs. (°C) | 22.8 | 25.6 | 30.6 | 33.9 | 37.2 | 37.8 | 41.1 | 40.6 | 38.3 | 34.4 | 28.3 | 24.4 | 41.1 |
| Temp. máx. media (°C) | 4.3 | 6 | 10.4 | 17.2 | 22.4 | 27.2 | 30 | 28.9 | 25.1 | 18.6 | 12.5 | 6.9 | 17.4 |
| Temp. media (°C) | 0 | 1.3 | 5.4 | 11.4 | 16.7 | 21.7 | 24.6 | 23.6 | 19.7 | 13.2 | 7.4 | 2.7 | 12.3 |
| Temp. mín. media (°C) | -4.3 | -3.4 | 0.4 | 5.6 | 10.9 | 16.1 | 19.2 | 18.2 | 14.3 | 7.7 | 2.4 | -1.5 | 7.1 |
| Temp. mín. abs. (°C) | -26.7 | -25.6 | -17.8 | -11.7 | -0.6 | 3.9 | 7.8 | 3.9 | 1.1 | -6.1 | -12.8 | -22.2 | -26.7 |
| Precipitación total (mm) | 83.6 | 66.8 | 100.8 | 92.2 | 101.3 | 108 | 111.5 | 107.2 | 103.9 | 96.3 | 80.8 | 102.6 | 1154.9 |
| Nevadas (cm) | 20.1 | 21.8 | 12.4 | 1.3 | 0 | 0 | 0 | 0 | 0 | 0.3 | 1.3 | 10.9 | 68.1 |
| Días de precipitaciones (≥ 0.2 mm)                                                                                          | 10.1 | 10.1 | 11.0 | 11.5 | 12.0 | 11.9 | 10.8 | 10.0 | 8.6 | 10.0 | 8.5 | 11.0 | 125.5 |
| Días de nevadas (≥ 0.2 cm)                                                                                                  | 4.6 | 4.3 | 2.6 | 0.3 | 0.0 | 0.0 | 0.0 | 0.0 | 0.0 | 0.0 | 0.3 | 2.3 | 14.4 |
| Horas de sol | 163.1 | 169.7 | 207.4 | 227.2 | 248.1 | 262.8 | 269.2 | 252.5 | 215.0 | 201.5 | 149.3 | 140.1 | 2505.9 |
| Humedad relativa (%) | 65.4 | 61.7 | 58.0 | 57.0 | 62.1 | 66.1 | 66.2 | 68.8 | 69.8 | 68.8 | 66.9 | 66.5 | 64.8 |
| Fuente n.º 1: NOAA (horas de sol 1961–1981)                                                                                 | | | | | | | | | | | | | |
| Fuente n.º 2: PRISM Climate Group (humedad)                                                                                 | | | | | | | | | | | | | |

## Demografía
Según la Oficina del Censo en 2000 los ingresos medios por hogar en la localidad eran de $31,074 y los ingresos medios por familia eran $36,681. Los hombres tenían unos ingresos medios de $29,721 frente a los $26,943 para las mujeres. La renta per cápita para la localidad era de $14,621. Alrededor del 21.1% de la población estaba por debajo del umbral de pobreza.

## Criminalidad
En 2004, se produjeron 18 homicidios en Trenton. En 2005 hubo 31 homicidios, el número más alto en un solo año de la historia de la ciudad. Se cree que 22 de los homicidios estuvieron relacionados con pandillas. Trenton fue clasificada en el 4.º lugar de las ciudades más peligrosas de 2005, entre 129 ciudades de 75.000 a 99.000 habitantes de todo el país. En 2006 clasificó en el mismo puesto, entre 126 ciudades. El número de homicidios bajó a 20 en 2006, pero aumentó a 25 en 2007. En septiembre de 2011, la ciudad despidió a 108 agentes de policía debido a recortes de presupuesto, casi un tercio del Departamento de Policía de Trenton.
En Trenton se encuentra la Prisión Estatal de Nueva Jersey.

## Educación
Las Escuelas Públicas de Trenton gestiona escuelas públicas.